# ليلي إيزابيل مود أديسون
ليلي إيزابيل مود أديسون (بالإنجليزية: Lily Isabel Maude Addison)‏ هي مهندسة معمارية أسترالية، ولدت في 3 ديسمبر 1885 في St Kilda, Victoria ‏ في أستراليا، وتوفيت في 1968.